# ジョルジュ・デヴァリエール
ジョルジュ・デヴァリエール（George Desvallières、本名 Olivier Gabriel Victor Georges Lefèbvre-Desvallières、1861年3月14日 - 1950年10月5日）は、フランスの画家である。象徴主義の画家の一人である。

## 略歴
パリで生まれた。父親のルイ・エミール・ルフェーブル＝デヴァリエール（Louis Émile Lefebvre-Desvallières）は海事局の高級役人で、母方の曽祖父は詩人、劇作家のガブリエル・マリー・ルグーブ（Gabriel Marie Legouvé; 1764- 1812）で母方の祖父は詩人、学者のエルネスト・ルグーブ（Ernest Legouvé: 1807-1903）であった。母方の祖父の知り合いの画家、ジュール＝エリー・ドローネー（1828-1891）から美術を学んだ。ドローネーとスイスのティチーノを訪れた。ドローネーを通して象徴主義の画家ギュスターヴ・モロー（1826-1898）とも知り合った。ドローネーとモローはデヴァリエールの1890年の結婚式の立ち合い人になった。
パリの美術学校のアカデミー・ジュリアンやパリ国立高等美術学校でトニ・ロベール＝フルーリーやジュール・ヴァラドン（Jules Valadon）に学び、展覧会に肖像画を展示して賞を受賞したが、ギュスターヴ・モローの影響から神話や宗教を題材に作品を描くようになった。印象派の画家たちの明るい色調の作品と対照的なスタイルの作品を描き、リュシアン・シモン（1861-1945）やアンドレ・ドーシェ（1870-1948）やシャルル・コッテ（1863-1925）、エミール＝ルネ・メナール（1862-1930）、ルネ＝グザヴィエ・プリネ（1861-1946）といった「バンド・ノワール」（Bande noire または "Nubians"）と呼ばれる画家たちと親しくなった。
1908年には、モーリス・ドニ（1870-1943）とアルベール・ベナール（1849-1934）と共同で、モンソー公園近くの出版社主のジャック・ルーシェの私邸の装飾に従事した。第一次世界大戦で息子が1915年に戦死した後、1919年にモーリス・ドニとともに宗教画の再興のための工房「Ateliers d'art sacré」を設立した。1918年にレジオンドヌール勲章を受章した。
1929年7月にジョルジュ・ルオーの後任としてパリのギュスターヴ・モロー美術館の学芸員になった。1930年1月にベルギー王立科学・文学・美術アカデミーの会員に選ばれ、5月にはエミール＝ルネ・メナールの後任としてフランス学士院の会員に選ばれた。
1935年夏にフランツ・ジュルダン（Frantz Jourdain）が亡くなった後、1936 年にサロン・ドートンヌの会長に選ばれた。1950年にパリで亡くなった。

## 作品

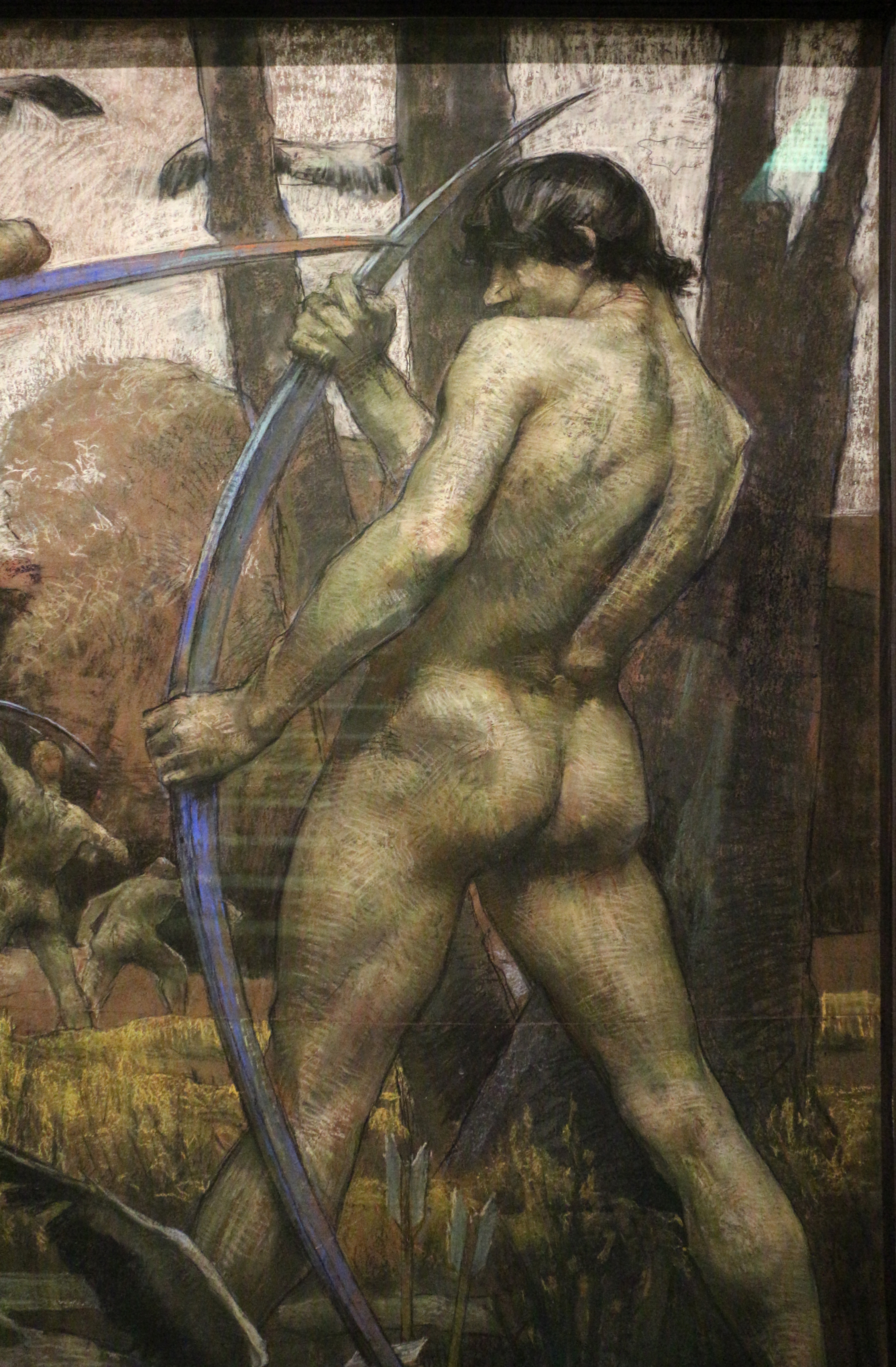
射手たち (1895) オルセー美術館
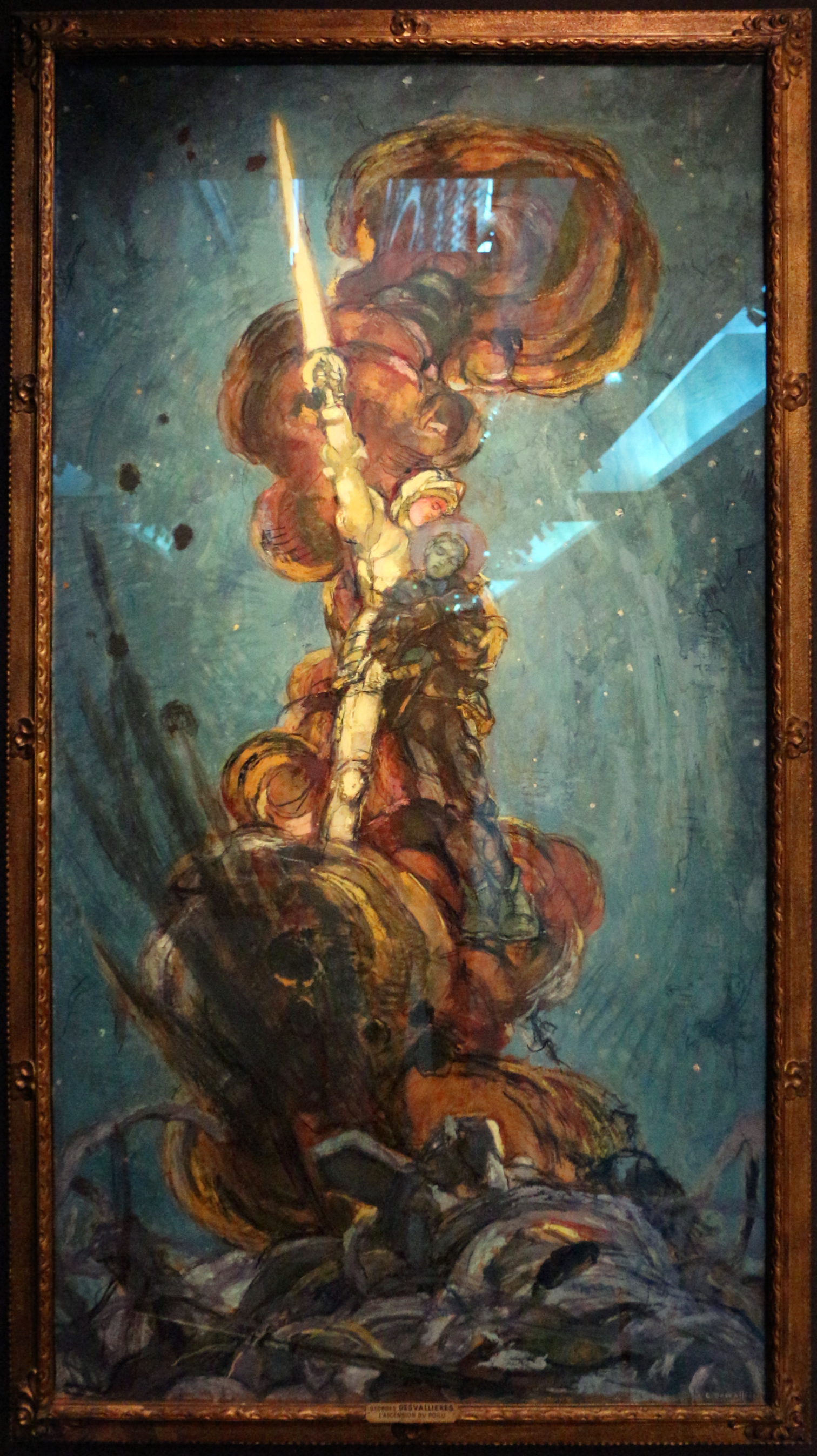
ポワルの昇天 (1922) オルセー美術館
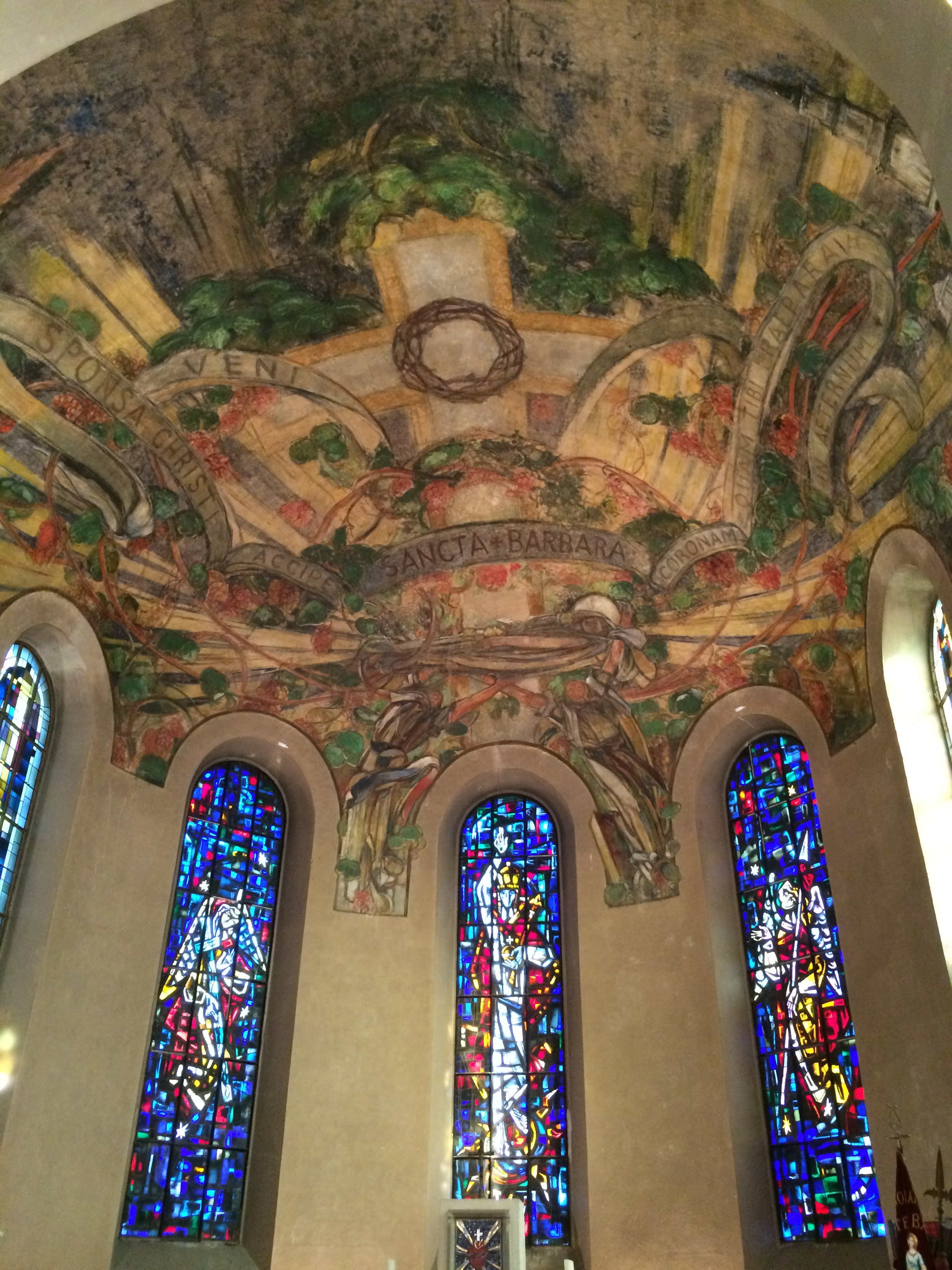
オー＝ラン県のWittenheimの教会の装飾画
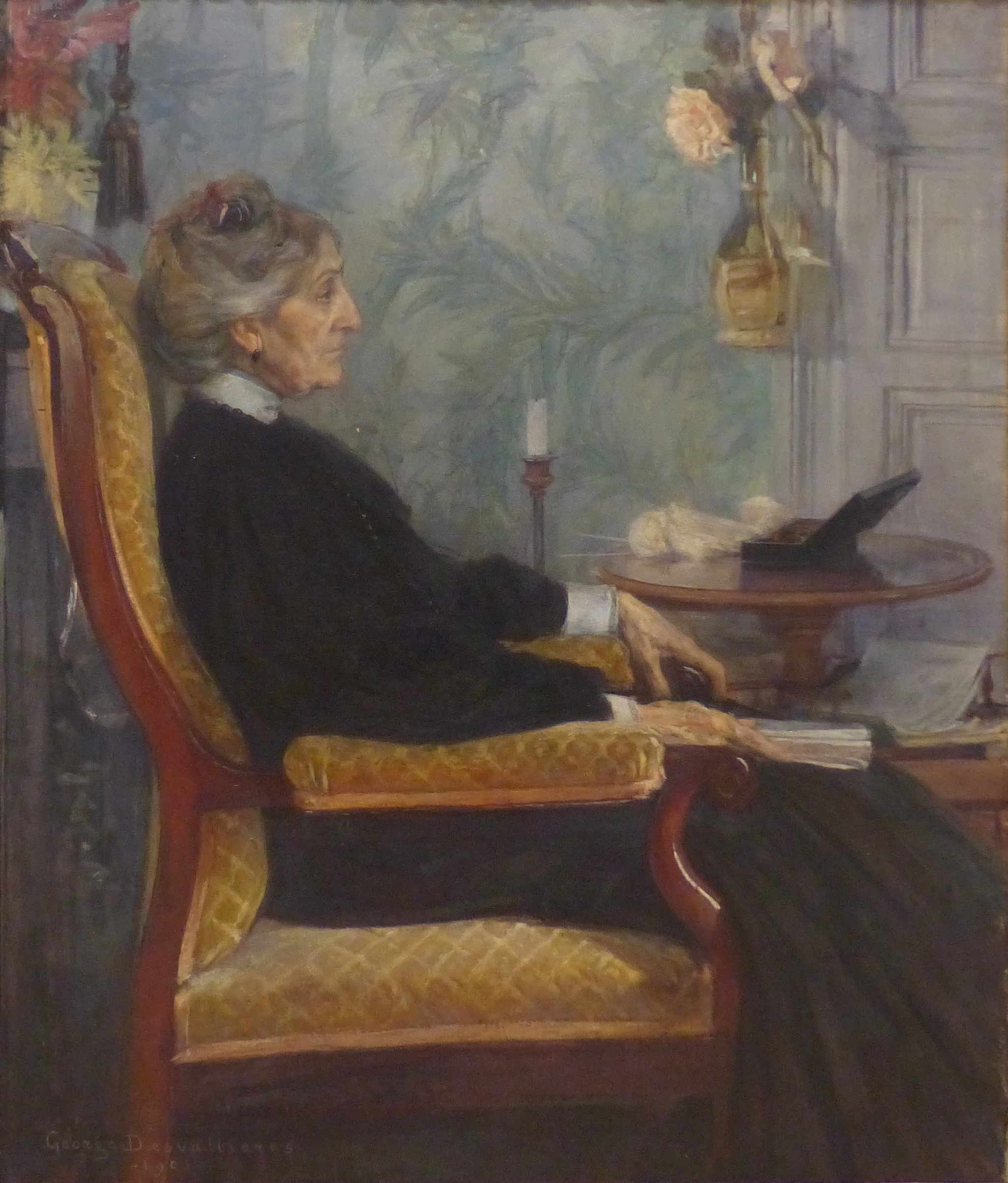
母親の肖像画 Calvet Museum(アヴィニョン)